# Потарайко Сергій Дмитрович
Сергі́й Дми́трович Потара́йко (30 січня 1984 — 15 липня 2016) — солдат Збройних сил України, учасник російсько-української війни.

## Життєпис
Народився 1984 року в селі Плоска (Путильський район, Чернівецька область). Був зареєстрований у рідному селі, але проживав у Чернівцях.
Навесні 2016 року підписав контракт, пішов на фронт; солдат, розвідник 8-го окремого мотопіхотного батальйону «Поділля», 10-та гірськоштурмова бригада.
15 липня 2016-го поблизу Мар'їнки три військовики потрапили у засідку під час виконання бойового завдання; куля влучила Сергію у голову, він загинув миттєво. Його тіло через обстріли добу не могли вивезти з поля бою. Ще один буковинець, Павло Васильович Юрбаш з села Сергії, намагаючись врятувати бойових побратимів, потрапив у полон; звільнений 27 грудня 2017 року за обміном.
Похований на Алеї Слави, Центральне кладовище Чернівців; від будинку, де виріс Сергій Потарайко, його проводжали навколішки.
Без Сергія лишилися мама, брат, сестра, дружина.

## Нагороди та вшанування
- указом Президента України № 363/2017 від 14 листопада 2017 року «за особисту мужність і високий професіоналізм, виявлені у захисті державного суверенітету та територіальної цілісності України, вірність військовій присязі» — нагороджений орденом «За мужність» III ступеня (посмертно)[1]
- 28 листопада 2016 року у Чернівцях, в школі № 28 на вулиці Руській, урочисто відкрили меморіальні дошки полеглим на війні випускникам — Сергію Потарайку, Павлу Конопльову та Владиславу Трепку[2].